# Итала
Ита̀ла (на италиански и на сицилиански: Itala) е село и община в Южна Италия, провинция Месина, автономен регион и остров Сицилия. Разположено е на 210 m надморска височина. Населението на общината е 1672 души (към 2011 г.).